# اسکار تشیبوه
اسکار تشیبوه (انگلیسی: Oscar Tshiebwe؛ زادهٔ ۲۷ نوامبر ۱۹۹۹) بازیکن بسکتبال اهل جمهوری دموکراتیک کنگو است.

## حرفه
از باشگاه‌هایی که در آن بازی کرده‌است می‌توان به بسکتبال مردان کنتاکی وایلدکتز اشاره کرد.